# Malinie (województwo podkarpackie)
Malinie – wieś w Polsce położona w województwie podkarpackim, w powiecie mieleckim, w gminie Tuszów Narodowy.
Malinie jako wieś królewska powstało w 1453 roku . Od 1494 roku wieś należała do Bernarda Baranowskiego . W roku 1853 powstała w Maliniu szkoła powszechna . Jedynym zabytkiem w Maliniu jest dwór Tarnowskich, ostatnich właścicieli Malinia, z 1920 roku i park podworski o powierzchni 2 ha  . Obecnie dwór Tarnowskich wraz z parkiem są własnością firmy WIBO Recykling Sp. z o.o. i znajdują się tam jej biura.
W roku 1900 został założony Młyn Malinie. Po drugiej wojnie światowej młyn został znacjonalizowany, a w roku 1980 wykupiony przez dawnego właściciela. W roku 2008 po połączeniu z firmą transportową, powstała wtedy firma zajmująca się kompleksowo przetwórstwem zbóż z zapleczem transportowym. Młyn zakończył działalność wiosną 2017 roku po skazaniu przez Sąd Okręgowy w Tarnobrzegu jego ostatnich właścicieli za nieprawidłowości jakich mieli się dopuszczać podczas prowadzenia działalności gospodarczej.
W latach 1975–1998 miejscowość administracyjnie należała do województwa rzeszowskiego.
Przez Malinie przebiega linia kolejowa nr 25, przy której mieszkańcy miejscowości w 2020 roku zgłaszali postulat budowy osobowego przystanku kolejowego. Przed 1 stycznia 1999 roku przez miejscowość przebiegała droga krajowa, a następnie od 1 stycznia 1999 roku do 5 października 2015 roku droga wojewódzka 985, ale w wyniku zakończenia budowy obwodnicy miasta Mielca, która została fragmentem drogi wojewódzkiej z mocy ustawy o drogach publicznych dawny odcinek drogi wojewódzkiej przebiegający przez miejscowość otrzymał status drogi powiatowej.
| SIMC    | Nazwa             | Rodzaj    |
| ------- | ----------------- | --------- |
| 0665461 | Błonie            | część wsi |
| 0665478 | Frankówka         | część wsi |
| 0665484 | Majdanek          | część wsi |
| 0665490 | Malinie Duże      | część wsi |
| 0665509 | Malinie Małe      | część wsi |
| 0665515 | Malinie-Tuczarnia | część wsi |